# De Zwaluw (Burdaard)
De Zwaluw – wiatrak w miejscowości Burdaard, w gminie Ferwerderadeel, w prowincji Fryzja, w Holandii. Młyn został wzniesiony w 1987 r. w miejscu XIX-wiecznego młyna, który spłonął w wyniku porażenia piorunem. Wiatrak ma trzy piętra, przy czym powstał na pięciopiętrowej bazie. Jego śmigła mają rozpiętość 12,50 m.